# کامبز آرکانزاس
کامبز آرکانزاس (به انگلیسی: Combs) یک منطقهٔ مسکونی در ایالات متحده آمریکا است که در شهرستان مدیسون، آرکانزاس واقع شده‌است. کامبز آرکانزاس ۴۳۵٫۸۷ متر بالاتر از سطح دریا واقع شده‌است.